# Телфорд Юнайтед
«Телфорд Юнайтед» (англ. AFC Telford United) — английский футбольный клуб из города Телфорд, графство Шропшир, Западный Мидленд.
Клуб был основан 28 мая 2004 года сторонниками клуба «Телфорд Юнайтед», основанного в 1872 году, после того, как стало ясно, что клуб прекратит своё существование. Бернард Макнолли был назначен на должность главного тренера. Цвета клуба – чёрный и белый.
Домашние матчи проводит на стадионе «Нью Бакс Хед».
В настоящее время выступает в Южной центральной Нон-лиге, седьмом по значимости дивизионе в системе футбольных лиг Англии.